# Гайнц-Йоахім Нойманн
Не плутати з іншим підводником, Гансом-Йоахімом Нойманном!
Гайнц-Йоахім Нойманн (нім. Heinz-Joachim Neumann; 29 квітня 1909, Губен — 2 липня 1976) — німецький офіцер-підводник, корветтен-капітан крігсмаріне.

## Біографія
1 квітня 1930 року вступив на флот. З січня 1939 року служив на борту лінкора «Шарнгорст». В липні-листопаді 1940 року пройшов курс підводника, в листопаді-грудні — курс командира човна, після чого був переданий в особистий резерв головнокомандувача підводним флотом. В січні-березні 1941 року — позаплановий вахтовий офіцер на підводному човні U-52. З 19 квітня 1941 року — командир U-372, на якому здійснив 6 походів (разом 156 днів у морі). Одночасно з 6 квітня по 24 травня 1942 року виконував обов'язки командира U-371, на якому здійснив 1 похід (21 квітня — 9 травня). 4 серпня 1942 року U-372 був потоплений в Середземному морі південно-західніше Хайфи (32°28′ пн. ш. 34°37′ сх. д.) глибинними бомбами британських есмінців «Сікх», «Зулу», «Крум», «Теткотт» та британського літака «Веллінгтона». Всі 48 членів екіпажу були врятовані і взяті в полон.
Всього за час бойових дій потопив 4 кораблі загальною водотоннажністю 26 401 тонна.
| Дата            | Назва корабля    | Тип                           | Тоннаж | Вантаж                                                     | Екіпаж | Загинули | Країна             | Конвой |
| --------------- | ---------------- | ----------------------------- | ------ | ---------------------------------------------------------- | ------ | -------- | ------------------ | ------ |
| 5 серпня 1941   | Belgravian       | Торговий пароплав             | 3,136  | 3946 тонн ядер, арахісу і олов'яної руди                   | 50     | 3        | Британська імперія | SL-81  |
| 5 серпня 1941   | Swiftpool        | Торговий пароплав             | 5,205  | 8000 тонн залізної руди                                    | 44     | 42       | Британська імперія | SL-81  |
| 19 вересня 1941 | Baron Pentland   | Торговий пароплав             | 3,410  | 1512 стандартів деревини                                   | 41     | 2        | Британська імперія | SC-42  |
| 30 червня 1942  | HMS Medway (F25) | Плавуча база підводних човнів | 14,650 | Військово-морське спорядження, включаючи торпеди і припаси | 1135   | 30       | Британська імперія |        |

## Звання
- Кандидат в офіцери (1 квітня 1930)
- Морський кадет (10 жовтня 1930)
- Фенріх-цур-зее (1 січня 1932)
- Оберфенріх-цур-зее (1 квітня 1934)
- Лейтенант-цур-зее (1 жовтня 1934)
- Оберлейтенант-цур-зее (1 червня 1936)
- Капітан-лейтенант (1 червня 1939)
- Корветтен-капітан (1 червня 1943)

## Нагороди
- Медаль «За вислугу років у Вермахті» 4-го класу (4 роки)